# Вереш, Дьёзё
Дьёзё Вереш (венг. Veres Győző; 13 июня 1936 — 1 февраля 2011) — венгерский тяжелоатлет, двукратный бронзовый призёр Олимпийских игр в Риме (1960) в полусреднем весе и в Токио (1964) в среднем весе.

## Биография
Начал заниматься тяжелой атлетикой в 18-летнем возрасте. Упорные тренировки привели его к первым успехам на национальном чемпионате 1956 г. Спортсмена отличала независимость во взглядах на тренировочный процесс, он выработал собственную систему подготовки. Несмотря на то, что она приносила ему успехи на международных соревнованиях, Вереш неоднократно подвергался санкциям со стороны Венгерской ассоциации тяжелой атлетики.
С 1974 г. жил в Австралии.

## Спортивные достижения
- Чемпион мира и Европы 1962 и 1963 в среднем весе (460 и 477,5 кг—троеборье).
- Серебряный призёр чемпионатов мира 1961 (420 кг — полусредний вес) и 1966 (485 кг — средний вес).
- Серебряный призёр первенств Европы 1960, 1961 (397,5 и 420 кг— полусредний вес) и 1966 (485 кг — средний вес).
- Бронзовый призёр Олимпийских игр 1960 в полусреднем весе (405 кг) и 1964 в среднем весе (467,5 кг).
- Установил 13 мировых рекордов, в том числе 3 рекорда в троеборье для среднего веса: 465 кг (1962), 475 и 477,5 кг (1963).